# Shay Rudolph
Pour les articles homonymes, voir Rudolph.
Shay Rudolph, née le 6 septembre 2005 en Californie, est une actrice américaine connue pour son interprétation de Stacey McGill dans la série télévisée Les Baby-Sitters.

## Carrière
De 2018 à 2019, elle joue dans la série télévisée dramatique policière de Fox L'Arme fatale en tant que fille d'un des personnages principaux, Wesley Cole.
De 2020 à 2021, elle tient l'un des rôles principaux de la série télévisée Netflix Les Baby-Sitters.

## Filmographie

### Cinéma
- 2018 : The Adventures of Thomasina Sawyer : Becky Thatcher
- À venir : The Present
- À venir : I Wish You All the Best : Stephanie

### Télévision

#### Séries télévisées
- 2018–2019 : L'Arme fatale : Maya Flynn (9 épisodes)
- 2020–2021 : Les Baby-Sitters : Stacey McGill (18 épisodes)

#### Téléfilms
- 2019 : Less Than Zero : Gisele
- 2020 : Rita : Abbey